# Турки (Глусский район)
Турки́ (бел. Туркі) — деревня в составе Заволочицкого сельсовета Глусского района Могилёвской области Республики Беларусь.

## Население
- 1999 год — 8 человек
- 2009 год — 2 человека